# Christopher Llewellyn Smith
Christopher Llewellyn Smith FRS (19 de novembro de 1942) é um físico britânico.
Recebeu a Medalha Real de 2015 da Royal Society.